# 德雷克敦 (喬治亞州)
德雷克敦（英語：Draketown）是位於美國喬治亞州哈拉爾森縣的一個非建制地區。該地的面積和人口皆未知。

## 地理
德雷克敦的座標為33°49′34″N 85°02′39″W / 33.82611°N 85.04417°W，而該地的平均海拔高度為479米（即1243英尺）。